# Maraîchage dans les Pyrénées-Orientales
Le maraîchage dans les Pyrénées-Orientales est l'ensemble des activités visant à cultiver des légumes dans le département français des Pyrénées-Orientales.

## Économie
Dans le département des Pyrénées-Orientales en 2017, la surface en production est de 1 650 ha pour les légumes.